# Supercopa de la CAF 2014
La Supercopa de la CAF 2014  fue la 22.ª edición de la Supercopa de la CAF. El encuentro organizado por la Confederación Africana de Fútbol fue disputado entre el vencedor de la Liga de Campeones de la CAF y el vencedor de la Copa Confederación de la CAF.
El partido se disputó entre el Al-Ahly de Egipto
, campeón de la Liga de Campeones de la CAF 2013, y el CS Sfaxien de Túnez, vencedor de la Copa Confederación de la CAF 2013, el encuentro fue disputado en el Estadio Internacional de la ciudad de El Cairo, Egipto, el 22 de febrero de 2014.
Al-Ahly ganó el partido 3-2, ganando su sexto título de la Supercopa de la CAF, tras ganar las ediciones 2002, 2006, 2007, 2009 y 2013.

## Participantes
- Al-Ahly
- CS Sfaxien

## Estadio
| El Cairo                          | El Cairo |
| --------------------------------- | -------- |
| Estadio Internacional de El Cairo | El Cairo |

## Partido
| 20 de febrero de 2014 | Al-Ahly                   | 3-2     | CS Sfaxien                              | Estadio Internacional, El Cairo,   |                                    |
| 12:00                 | Gedo 23' · Gamal 54', 69' | Reporte | Maaloul 63 (autogol)' · Ben Youssef 78' | Árbitro(s): Desire Doue Normandiez | Árbitro(s): Desire Doue Normandiez |